# Кувајт на Светском првенству у атлетици на отвореном 2017.
Кувајт је учествовао на Светском првенству у атлетици на отвореном 2017. одржаном у Лондону од 4. до 13. августа шеснаести пут, односно учествовао је на свим првенствима до данас. Репрезентацију Кувајта представљала су 3 такмичара који се такмичили у 2 дисциплине.,.

## Учесници
Мушкарци :
- Ebrahim Al-Zofairi — 800 м
- Yaqoub Mohamed Al-Youha — 110 м препоне
- Абдулазиз Ал-Мандел — 110 м препоне

## Резултати

### Мушкарци
| Атлетичар               | Дисциплина    | Лични рекорд | Квалификације   | Квалификације | Полуфинале           | Полуфинале           | Финале               | Финале            | Детаљи |
| Атлетичар               | Дисциплина    | Лични рекорд | Резултат        | Место         | Резултат             | Место                | Резултат             | Место             | Детаљи |
| ----------------------- | ------------- | ------------ | --------------- | ------------- | -------------------- | -------------------- | -------------------- | ----------------- | ------ |
| Ebrahim Al-Zofairi      | 800 м         | 1:49,47      | 1:46,29 кв, ЛР  | 5. у гр. 3    | 1:46,68              | 6. у гр. 2           | Није се квалификовао | 18 / 44 (49)      |        |
| Yaqoub Mohamed Al-Youha | 110 м препоне | 13,48        | 13,56 (.551) кв | 6. у гр. 4    | 13,43                | 6. у гр. 3           | Није завршио трку    | Није завршио трку |        |
| Абдулазиз Ал-Мандел     | 110 м препоне | 13,39 НР     | 13,63 (.621)    | 5. у гр. 2    | Није се квалификовао | Није се квалификовао | Није се квалификовао | 29 / 39 (41)      |        |